# Lijst van Noord-Koreaanse automerken

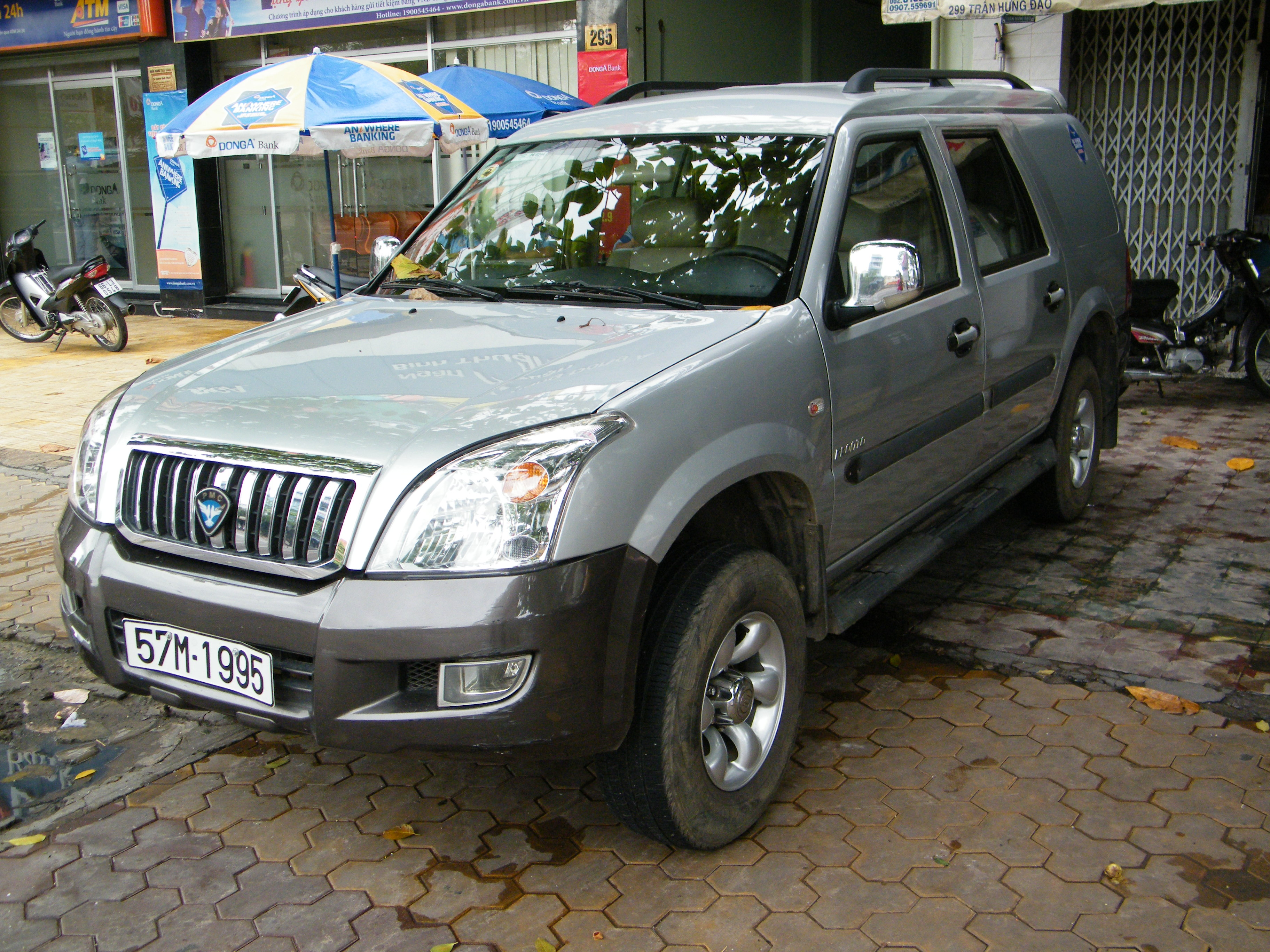
Een Pyeonghwa Pronto in Vietnam

Dit is een Lijst van Noord-Koreaanse automerken.

## Bestaande merken
- Chaju of Jaju (1962)
- Hwiparam (2002)
- Ppeokpuggi of Premio of Pronto (2003)
- Sungri (1958)

## Voormalige merken
- Achimkoy (197?-197?)
- Kaengsaeng (1967-1988)
- Paikdusan of Paektusan (199?-199?)
- Pyeonghwa Motors (1999-2012)
- Pyongyang (198?-1993)
- Shintaibaik (????-????)
- Victory Auto Plant (1950-1975)